# Le Tertre-Saint-Denis
Le Tertre-Saint-Denis è un comune francese di 109 abitanti situato nel dipartimento degli Yvelines nella regione dell'Île-de-France.

## Società

### Evoluzione demografica
Abitanti censiti